# Estado de Kano
El estado de Kano es un estado situado en el noroeste de Nigeria. Creado el 27 de mayo de 1967 las fronteras estatales de Kano son: Katsina al noroeste, Jigawa al noreste, y los estados de Kaduna y Bauchi al sur. La capital del estado es Kano.
En el estado se incluía a Jigawa, que se convirtió en un estado separado en 1991.

## Localidades con población en marzo de 2016
- Ajingi 240,100
- Albasu 261,000
- Bagwai 224,700
- Bebeji 266,900
- Bichi 387,100
- Bunkure 242,700
- Dala 582,500
- Dambatta 292,800
- Dawakin Kudu 313,700
- Dawakin Tofa 342,500
- Doguwa 209,500
- Fagge 278,300
- Gabasawa 293,800
- Garko 225,300
- Garum Mallam 165,000
- Gaya 288,500
- Gezawa 392,700
- Gwale 497,700
- Gwarzo 255,400
- Kabo 213,000
- Kano 516,400
- Karaye 200,400
- Kibiya 192,800
- Kiru 371,600
- Kumbotso 409,500
- Kunchi 153,200
- Kura 199,000
- Madobi 191,500
- Makoda 306,100
- Minjibir 305,500
- Nasarawa 829,600
- Rano 206,200
- Rimin Gado 143,800
- Rogo 316,600
- Shanono 193,500
- Sumaila 348,300
- Takai 281,900
- Tarauni 308,600
- Tofa 137,200
- Tsanyawa 219,400
- Tudun Wada 318,100
- Ungogo 508,700
- Warawa 183,400
- Wudil 262,400

## Historia
El primer Gobernador Militar del Estado de Kano fue Alhaji Audu Bako quien utilizó la base económica sólida de Kano para ejecutar muchos programas de desarrollo especialmente en el área de construcción de represas y el desarrollo de la infraestructura en Kano. La mayoría de las estructuras históricas en la capital del estado se construyeron durante su administración.
En 1978 se retornó el poder a los civiles con Ishaya Shekari como administrador de Kano. La política partidista fue legalizada en 1978. Muhammadu Alhaji Abubakar Rimi fue juramentado como el primer Gobernador electo del Estado de Kano, el 1 de octubre de 1979.
Hubo dos guerras civiles. Uno de ellos fue causado por el grupo religioso Maitatsine, que fue en gran parte causados por las condiciones socioeconómicas de la organización política. Y el otro intento fue causado por el intento del gobierno para eliminar el Emir de Kano. El PRP (Partido de la Redención de los Pueblos) se dividió en una facción encabezada por el gobernador y otra bajo la dirección de Mallam Aminu Kano, que murió antes de las elecciones de 1983 pero su facción ganó las elecciones con Alhaji Sabo Bakin Zuwo, quien se convirtió en el gobernador. Rimi dimitió de su cargo y en las elecciones le entregó el mando a Alhaji Audu Dawakin Tofa.
El Gobierno civil fue denunciado por las Fuerzas Armadas en diciembre de 1983 y el comodoro aéreo Abdullahi Hamza fue nombrado Gobernador Militar del Estado de Kano en enero de 1984. Gobernó el estado hasta que un golpe militar en 1985, hecho por Ibrahim Babangida quien se convirtió en el Presidente de Nigeria, lo saca del poder. Durante el reinado de Babangida, Ahmad Dako, Ndatsu Umaru y Garba Idris se desempeñaron como Gobernadores militares del Estado de Kano y cada uno de ellos aportó su cuota para el desarrollo del estado. Otro gobierno civil fue elegido en 1991 con los dos partidos gubernamentales Partido Social Demócrata (SDP) y el Consejo Nacional de República Convención Republicana (NRC). Alhaji Kabiru Gaya fue elegido Gobernador del estado de Kano en 1991. Este gobierno termina en 1993 a causa de un golpe militar a manos de Ernest Shonekan, por la anulación de las elecciones de junio de 1993 y el refuerzo del Presidente Ibrahim Babangida. El General Sani Abacha, un indígena de Kano, se convirtió en el jefe de Estado, hasta su muerte en 1998. Hubo una elección en mayo de 1999 y otra vez la administración civil sustituiría a los militares en los niveles estatal y federal. En Kano, el Partido Democrático del Pueblo (PDP) ganó las elecciones y Rabiu Musa Kwankwaso fue elegido gobernador entre 1999 y 2003. Ibrahim Shekarau del Partido de Todos los Pueblos de Nigeria (ANPP), derrotó a Rabiu Musa Kwankwaso en el gobierno en las elecciones de abril de 2003.

## Áreas de gobierno local
El estado está dividido en las siguientes zonas de gobierno local (autoridades administrativas locales):

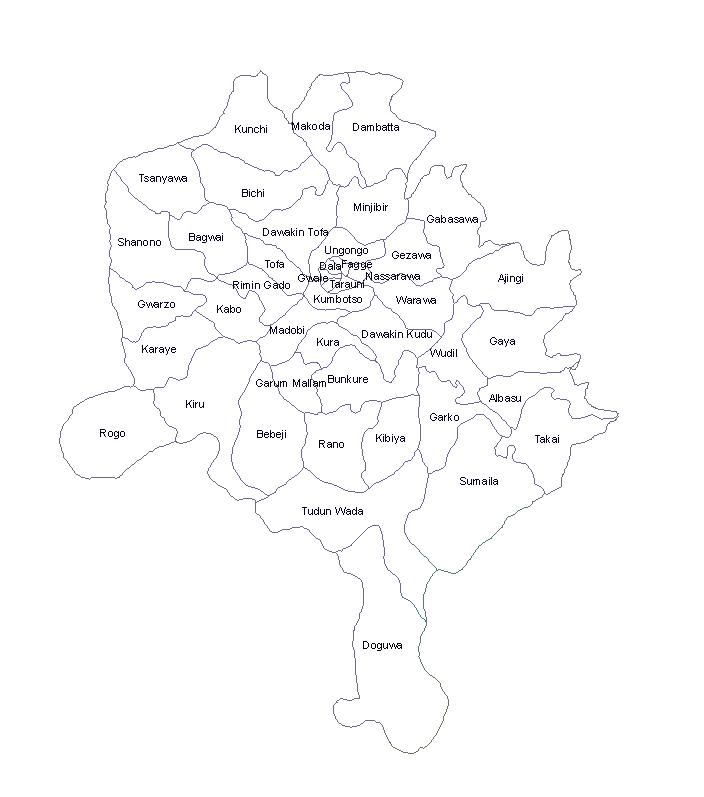
División administrativa del estado de Kano.

| Nombre del área de gobierno local | Superficie | Población (2006) | Capital      | Código postal |
| Dala                              | 19         | 1,418,777        | Gwamaja      | 700           |
| Fagge                             | 21         | 698,828          | Waje         | 700           |
| Gwale                             | 18         | 562,059          | Gwale        | 700           |
| Kano                              | 17         | 665,525          | Kofar Kudu   | 700           |
| Tarauni                           | 28         | 321,367          | Ungwa Uku    | 700           |
| Nasarawa                          | 34         | 696,669          | Bompai       | 700           |
| Kumbotso                          | 158        | 395,979          | Kumbotso     | 700           |
| Ungogo                            | 204        | 469,657          | Ungogo       | 700           |
| Área metropolitana de Kano        | 499        | 3,628,861        |              | 700           |
| Dawakin Tofa                      | 479        | 247,875          | Dawakin Tofa | 701           |
| Tofa                              | 202        | 97,734           | Tofa         | 701           |
| Rimin Gado                        | 225        | 104,790          | Rimin Gado   | 701           |
| Bagwai                            | 405        | 162,847          | Bagwai       | 701           |
| Gezawa                            | 340        | 282,069          | Gezawa       | 702           |
| Gabasawa                          | 605        | 211,055          | Zakirai      | 702           |
| Minjibir                          | 416        | 213,794          | Minjibir     | 702           |
| Dambatta                          | 732        | 207,968          | Dambatta     | 702           |
| Makoda                            | 441        | 222,399          | Makoda       | 702           |
| Kunchi                            | 671        | 111,018          | Kunchi       | 703           |
| Bichi                             | 612        | 277,099          | Bichi        | 703           |
| Tsanyawa                          | 492        | 157,680          | Tsanyawa     | 703           |
| Shanono                           | 697        | 140,607          | Shanono      | 704           |
| Gwarzo                            | 393        | 183,987          | Gwarzo       | 704           |
| Karaye                            | 479        | 141,407          | Karaye       | 704           |
| Rogo                              | 802        | 227,742          | Rogo         | 704           |
| Kabo                              | 341        | 153,828          | Kabo         | 704           |
| Estado de Kano Norte              | 8,332      | 3,143,899        |              | 701 a 704     |
| Bunkure                           | 487        | 170,891          | Bunkure      | 710           |
| Kibiya                            | 404        | 136,736          | Kibiya       | 710           |
| Rano                              | 520        | 145,439          | Rano         | 710           |
| Tudun Wada                        | 1,204      | 231,742          | Tudun Wada   | 710           |
| Doguwa                            | 1,473      | 151,181          | Riruwai      | 710           |
| Madobi                            | 273        | 136,623          | Madobi       | 711           |
| Kura                              | 206        | 144,601          | Kura         | 711           |
| Garun Mallam                      | 214        | 116,494          | Garun Mallam | 711           |
| Bebeji                            | 717        | 188,859          | Bebeji       | 711           |
| Kiru                              | 927        | 264,781          | Kiru         | 711           |
| Sumaila                           | 1,250      | 253,661          | Sumaila      | 712           |
| Garko                             | 450        | 162,500          | Garko        | 712           |
| Takai                             | 598        | 202,743          | Takai        | 712           |
| Albasu                            | 398        | 190,153          | Albasu       | 712           |
| Gaya                              | 613        | 201,016          | Gaya         | 713           |
| Ajingi                            | 714        | 174,137          | Ajingi       | 713           |
| Wudil                             | 362        | 185,189          | Wudil        | 713           |
| Warawa                            | 360        | 128,787          | Warawa       | 713           |
| Dawakin Kudu                      | 384        | 225,389          | Dawakin Kudu | 713           |
| Estado de Kano sur                | 11,554     | 3,410,922        |              | 710 a 713     |

## Economía y sociedad

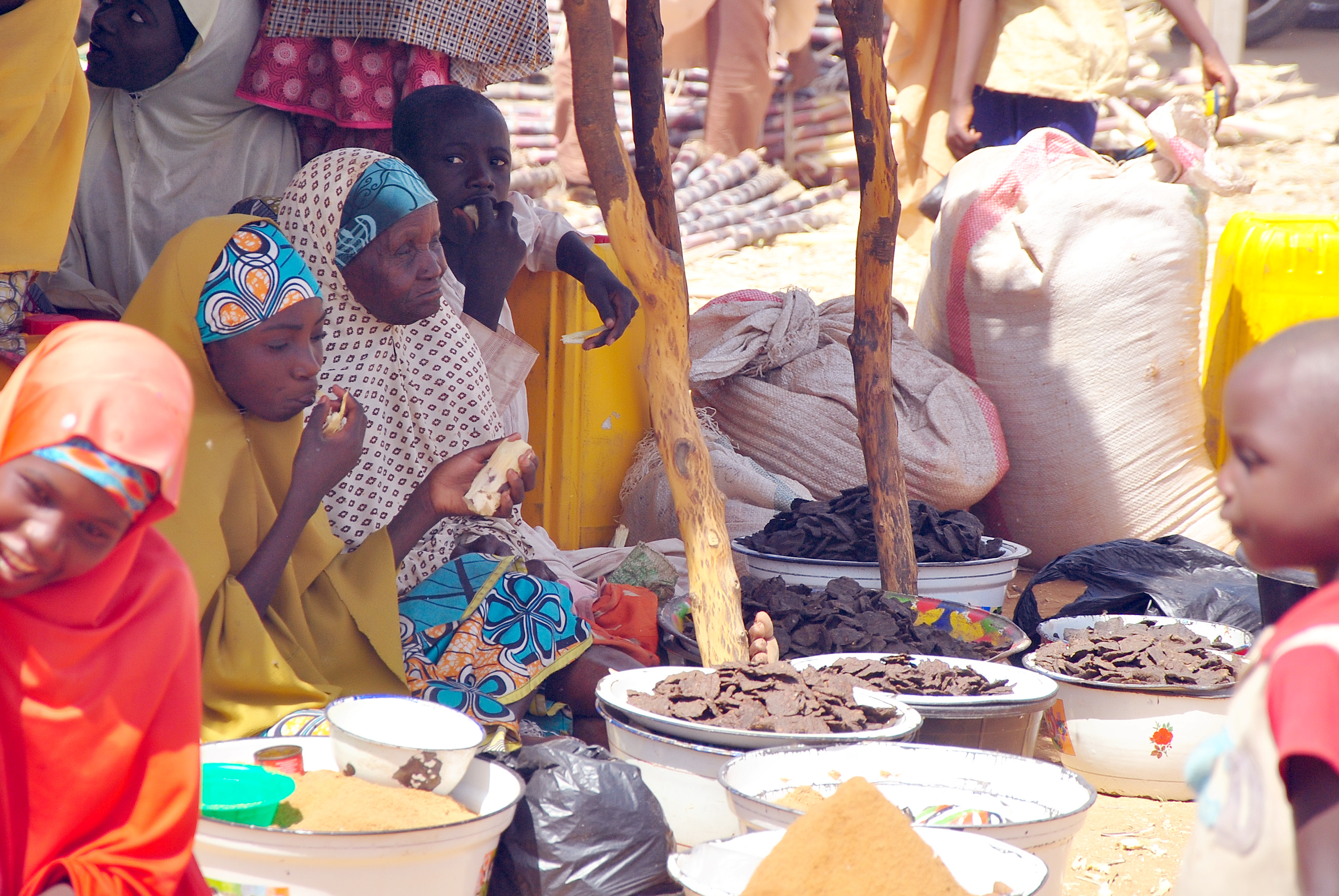
Un mercado en Kano

Históricamente, el estado de Kano ha sido una zona comercial y destaca el sector agrario, que es conocido por la producción de maní, así como para sus depósitos minerales. El estado tiene más de 18.684 kilómetros cuadrados de tierras cultivables y es el estado con más tierras en regadío en el país.
En los últimos años el estado de Kano ha sido un centro religioso y un centro de la violencia étnica en Nigeria. El estado se opuso al programa de vacunación contra la poliomielitis.
Las inversiones extranjeras y los inversores pueden verse por toda la ciudad. Está sin duda dentro de los primeros cinco estados en términos de actividad comercial en Nigeria. Kano tradicionalmente ha recibido la mayor proporción de los ingresos económicos de Nigeria (en su mayoría petróleo). Desde 1990 a 1996 Kano recibió el 10,9% de los ingresos asignados. En contraste, los estado siguiente con más altos ingresos son Sokoto, recibiendo el 3,5%, Abuya, Lagos, y Akwa Ibom (estado) que recibe un 3,2% cada uno.

## Idiomas
El idioma oficial del estado de Kano es el inglés pero el hausa es la lengua más hablada.

## Población
Según el censo más reciente, el estado de Kano tiene una población total de 9.383.682, lo que lo convierte en el estado nigeriano más poblado del país. El estado es mayoritariamente poblado por la etnia hausa.